# Xã Fish Lake, Quận Chisago, Minnesota
Xã Fish Lake (tiếng Anh: Fish Lake Township) là một xã thuộc quận Chisago, tiểu bang Minnesota, Hoa Kỳ. Năm 2010, dân số của xã này là 2.012 người.